# Drive My Car
"Drive My Car" được viết chính bởi Paul McCartney, với phần lời của John Lennon, là bài hát nằm trong album Rubber Soul năm 1965 của ban nhạc The Beatles. Ở Bắc Mỹ, bài hát này được phát hành trong tuyển tập Yesterday and Today. Tính sôi động, rộn ràng của "Drive My Car" cũng chính là yếu tố giúp đây trở thành ca khúc mở đầu cho cả hai album trên của ban nhạc.

## Thành phần tham gia sản xuất
Theo Ian MacDonald
- Paul McCartney – hát chính, piano, lead guitar.
- John Lennon – hát chính, hát nền.
- George Harrison – hát nền, bass, guitar nền.
- Ringo Starr – trống, chuông, sắc-xô.